# High Time to Kill
High Time to Kill är en roman av Raymond Benson från 1999. Det är den fjärde delen i den officiella James Bond-serien.